# 帕萨滕普
帕萨滕普是巴西米纳斯吉拉斯州的一个市镇。总面积429.444平方公里，总人口8494人，人口密度19.8人/平方公里。